# Пруга Загреб–Београд
Пруга Загреб–Београд  била је железничка пруга Југословенске железнице 412 километара. Повезивала је градове Загреб и Београд у СР Хрватској и СР Србији, у време Југославије.
Овуда је била рута Оријент експреса од 1919. до 1977. године.
Електрификација је завршена 1970. године. Био је то први потпуно електрифициран вод у Хрватској са 25  kV 50 AC системом (Загреб-Ријека је електрификована раније, али са старијим  3 kV DC системом).
Од распада Југославије подељена је на пругу Загреб-Товарник и пругу Београд-Шид, којом управљају Хрватске железнице, односно Железнице Србије.